# Складений дольмен

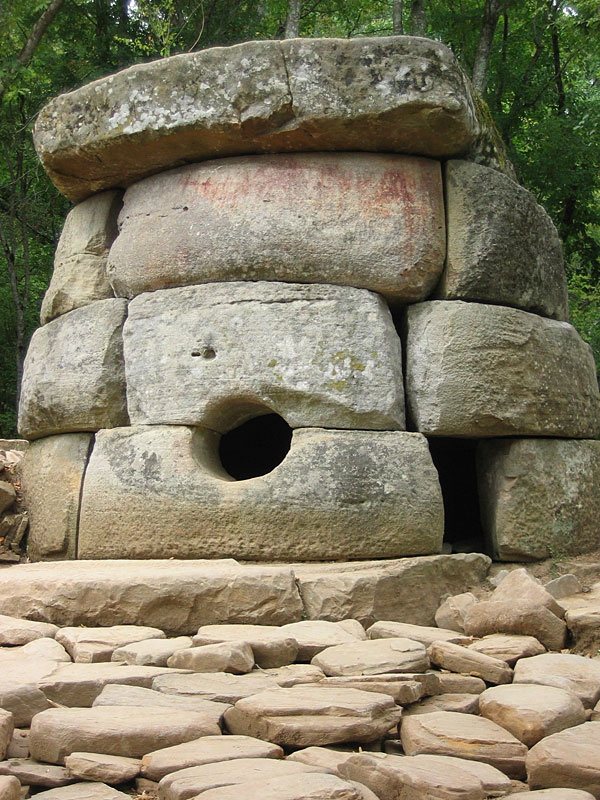
Складений дольмен (Росія, р. Жане)

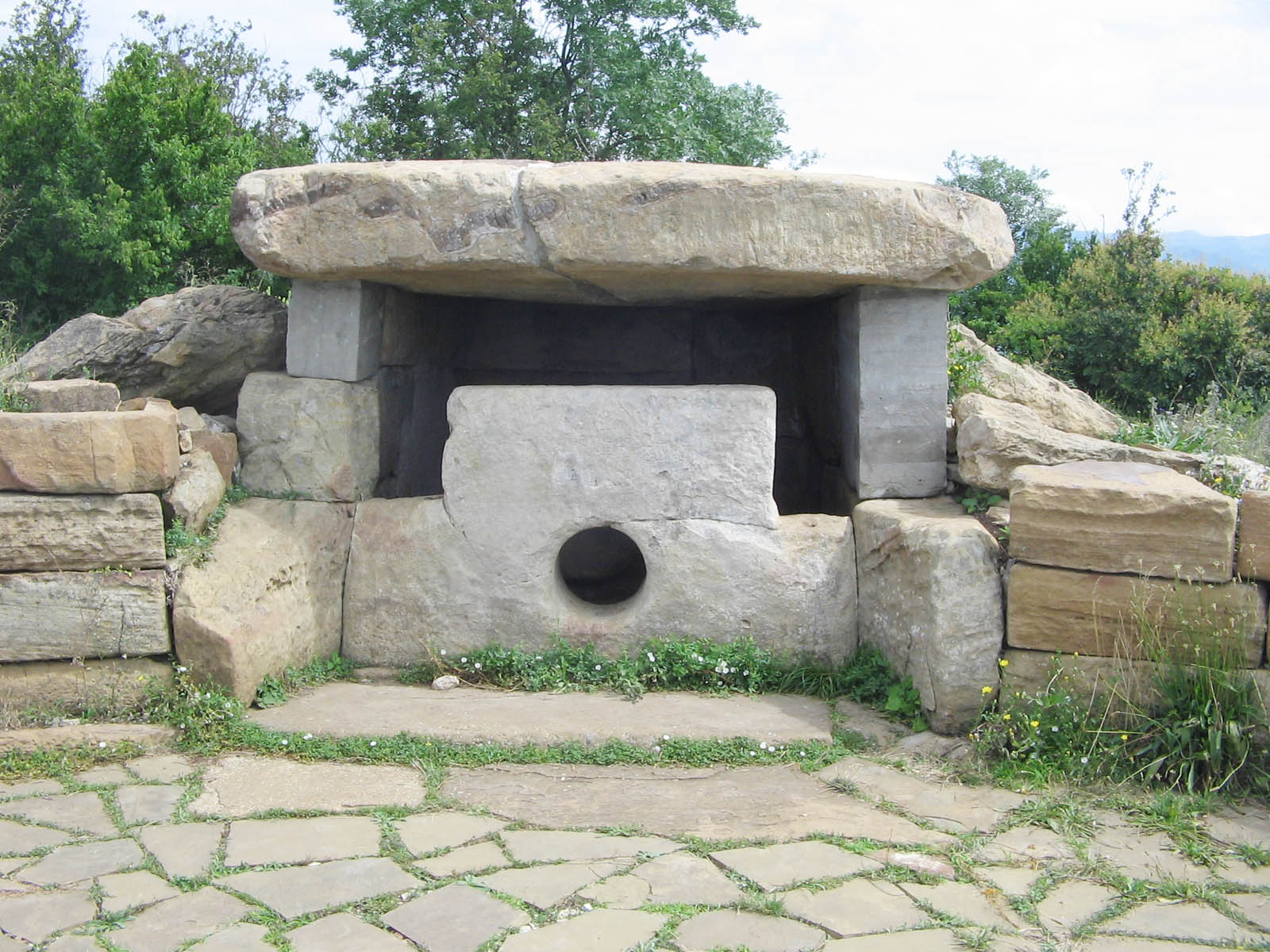
Складений дольмен на горі Нексис

Складений дольмен — тип дольмену, частково або повністю зібраного з окремих блоків.
Складені дольмени мають досить складне геометричне з'єднання; такі дольмени можуть бути круглими, підковоподібними або прямокутними за формою. Дах завжди робився з однієї кам'яної плити. Цілих складених дольменів залишилося значно менше, ніж ночвоподібних або плиткових, оскільки дрібніші камені легше понести.
На Кавказі складені дольмени можна побачити на річці Жане (цілий круглий і наполовину круглий, що зберігся), на горі Нексис (складений прямокутний з Г-подібних блоків, з окремими втраченими блоками), підковоподібні «Співаючі» дольмени, що наполовину збереглися, у Новоросійську. Є також залишки одного круглого складеного дольмена в районі Адлера.

## Інші схожі типи мегалітів
До складених дольменів можна також віднести багатокутні гробниці. На жаль, хоча згадок про них багато в XVIII—XIX і початку XX століття, до нашого часу не дійшла жодна з них. Відомий дослідник кавказьких дольменів В. І. Марковін згадував про декілька таких споруд в Карачаєво-Черкесії, а також про одну багатокутну гробницю в районі дольменної групи урочища «3 Дуби». Перші, мабуть, вже зруйновані, а пошук другої украй ускладнений сильною залісненістю місцевості. За відомостями Марковина, такі споруди складалися з 6-8 плит, укопаних вертикально таким чином що утворюють замкнуте кільце, з монолітним дахом.
У Карачаєво-Черкесії також відомі руїни дольменоподібних гробниць, що датуються раннім середньовіччям. Вони відрізняються багатим кам'яним різьбленням на фасаді і конструкцією, схожою із складеним дольменом на горі Нексис. Їх залишки спостерігаються в долині річки Кяфар, (лівій притоці річки Великий Зеленчук).